# HMS Bull (1546)
HMS Bull (англ. "Бик") англійський чотирьохщогловий вітрильно-веслувальний галеас. Був збудований 1546 для королівського флоту Royal Navy Генріха VIII разом з трьома іншими кораблями, зокрема однотипним "HMS Tiger". 18 гармат розташовувались на палубі веслярів. Був виведений з флоту 1603 року.